# هاري هنري
هاري هنري (بالإنجليزية: Harry Henri)‏ (27 يوليو 1865 في نيوزيلندا - 5 فبراير 1947 في أستراليا) هو لاعب كريكت أسترالي. لعب مع فريق تسمانيا للكريكت.

## وصلات خارجية
- هاري هنري على موقع إي آس بي آن كريك إنفو (الإنجليزية)